# Jean-Luc Brassard
Jean-Luc Brassard (* 24. August 1972 in Salaberry-de-Valleyfield, Québec) ist ein ehemaliger kanadischer Freestyle-Skier. Er war auf die Buckelpisten-Disziplinen Moguls und Dual Moguls spezialisiert. In der Disziplin Moguls wurde er 1993 und 1997 jeweils Weltmeister sowie 1994 Olympiasieger. Daneben gewann er drei Weltcupwertungen und 20 Einzelwettkämpfe, was ihn zu einem der erfolgreichsten Athleten aller Zeiten auf der Buckelpiste macht.

## Biografie

### Sportliche Laufbahn
Jean-Luc Brassard begann im Alter von acht Jahren auf einem Hügel nahe seiner Heimatstadt mit dem Skifahren. Im Alter von 17 Jahren wurde er in die Mannschaft der kanadischen Freestyler aufgenommen.
Sein Weltcup-Debüt gab er im November 1990 mit Rang 26 in La Plagne. Nur zwei Monate später feierte er am Mont Gabriel unweit seiner Heimat seinen ersten von insgesamt 20 Weltcupsiegen auf der Buckelpiste. Bei seinen ersten Olympischen Spielen in Albertville musste er sich mit Rang sieben begnügen. Die endgültige Etablierung in der Weltspitze gelang ihm in der Saison 1992/93, als er sich nicht nur mit sechs Siegen die Moguls-Gesamtwertung, sondern in Altenmarkt-Zauchensee auch den Weltmeistertitel sicherte. Mit Rang drei erreichte er außerdem seine beste Platzierung im Freestyle-Gesamtweltcup. Im Februar 1994 gewann er im Rahmen der Olympischen Spiele in Lillehammer als Mitfavorit die Goldmedaille und kürte sich damit zum ersten männlichen Olympiasieger Kanadas in einem Schneesport.
In den Wintern 1995/96 und 1996/97 wiederholte er den Gesamtsieg in der Moguls-Weltcupwertung und trug sich auch in der neuen Paralleldisziplin Dual Moguls in die Siegerliste ein. Nachdem er sich bei den Weltmeisterschaften 1995 in La Clusaz mit der Silbermedaille zufriedengeben musste, gewann er zwei Jahre später in Nagano erneut Gold. Danach konnte er nicht mehr ganz an seine großen Erfolge anknüpfen. So verpasste er bei seiner dritten Olympiateilnahme in Nagano die Medaillenränge als Vierter knapp, in der Moguls-Wertung wurde er 1998 vom neuen Olympiasieger Jonny Moseley abgelöst.
Brassard setzte seine Karriere bis zu den Olympischen Spielen 2002 in Salt Lake City fort, wo er nicht über Rang 21 hinaus kam. Nach Saisonende trat er vom aktiven Leistungssport zurück. Sein letztes FIS-Rennen bestritt er im Februar 2004.

### Weitere Karriere
Jean-Luc Brassard war bereits während seiner Sportlaufbahn für sein soziales Engagement bekannt und wurde 2000 mit dem Gillette Sport Award für wohltätige Zwecke ausgezeichnet. Im Anschluss an seine erfolgreiche Karriere hält er unter anderem Vorträge und wirkt als Radiokommentator. 2014 war er Assistent des Chef de Mission der kanadischen Olympiamannschaft von Sotschi. Ende des Jahres wurde er selbst vom Kanadischen Olympischen Komitee zum Chef de Mission für die Sommerspiele in Rio ernannt. Im April 2016 zog er sich jedoch vorzeitig von seinem Vertrag zurück, nachdem er sich vom Umgang des COC mit der Causa um dessen wegen Belästigungsvorwürfen zurückgetretenen Präsidenten Marcel About enttäuscht gezeigt hatte. Sein Nachfolger wurde der ehemalige Bahnradfahrer Curt Harnett.
2008 wurde Jean-Luc Brassard in die Canadian Ski Hall of Fame, 2010 in die Hall of Fame des kanadischen Sports aufgenommen.

## Erfolge

### Olympische Spiele
- Albertville 1992: 7. Moguls
- Lillehammer 1994: 1. Moguls
- Nagano 1998: 4. Moguls
- Salt Lake City 2002: 21. Moguls

### Weltmeisterschaften
- Lake Placid 1991: 12. Moguls
- Altenmarkt-Zauchensee 1993: 1. Moguls
- La Clusaz 1995: 2. Moguls
- Nagano 1997: 1. Moguls
- Meiringen-Hasliberg 1999: 5. Dual Moguls, 36. Moguls

### Weltcupwertungen
| Saison  | Gesamt | Gesamt | Moguls | Moguls | Dual Moguls | Dual Moguls |
| Saison  | Platz  | Punkte | Platz  | Punkte | Platz       | Punkte      |
| ------- | ------ | ------ | ------ | ------ | ----------- | ----------- |
| 1990/91 | 24.    | 20     | 7.     | 157    | –           | –           |
| 1991/92 | 9.     | 24     | 2.     | 189    | –           | –           |
| 1992/93 | 3.     | 98     | 1.     | 880    | –           | –           |
| 1993/94 | 9.     | 93     | 3.     | 744    | –           | –           |
| 1994/95 | 13.    | 91     | 3.     | 636    | –           | –           |
| 1995/96 | 7.     | 92     | 1.     | 732    | 24.         | 44          |
| 1996/97 | 4.     | 95     | 1.     | 476    | 2.          | 368         |
| 1997/98 | 9.     | 88     | 2.     | 528    | 2.          | 316         |
| 1998/99 | 9.     | 77     | 4.     | 308    | 23.         | 44          |
| 1999/00 | 17.    | 70     | 8.     | 352    | 13.         | 92          |
| 2001/02 | 14.    | 78     | 7.     | 468    | 20.         | 64          |

### Weltcupsiege
Brassard errang im Weltcup 45 Podestplätze, davon 20 Siege:
| Datum             | Ort                   | Land       | Disziplin   |
| ----------------- | --------------------- | ---------- | ----------- |
| 2. Februar 1991   | Mont Gabriel          | Kanada     | Moguls      |
| 12. Dezember 1991 | Zermatt               | Schweiz    | Moguls      |
| 19. Dezember 1992 | Piancavallo           | Italien    | Moguls      |
| 22. Januar 1993   | Lake Placid           | USA        | Moguls      |
| 30. Januar 1993   | Le Relais             | Kanada     | Moguls      |
| 20. Februar 1993  | Meiringen-Hasliberg   | Schweiz    | Moguls      |
| 17. März 1993     | Livigno               | Italien    | Moguls      |
| 27. März 1993     | Lillehammer           | Norwegen   | Moguls      |
| 29. Januar 1994   | Le Relais             | Kanada     | Moguls      |
| 4. März 1994      | Altenmarkt-Zauchensee | Österreich | Moguls      |
| 10. Dezember 1995 | Tignes                | Frankreich | Moguls      |
| 4. Februar 1996   | Kirchberg             | Österreich | Moguls      |
| 14. Februar 1996  | La Clusaz             | Frankreich | Moguls      |
| 8. Dezember 1996  | Tignes                | Frankreich | Dual Moguls |
| 12. Januar 1997   | Lake Placid           | USA        | Moguls      |
| 7. März 1997      | Altenmarkt-Zauchensee | Österreich | Moguls      |
| 6. Dezember 1997  | Tignes                | Frankreich | Dual Moguls |
| 11. Januar 1998   | Mont Tremblant        | Kanada     | Moguls      |
| 24. Januar 1998   | Blackcomb             | Kanada     | Moguls      |
| 9. Januar 1999    | Mont Tremblant        | Kanada     | Moguls      |

### Weitere Erfolge
- 6 kanadische Meistertitel (Moguls 1993–1995 und 1999, Dual Moguls 1999 und 2001)[6]

## Auszeichnungen
- 1996 und 1997: International Freestyle Skier of the Year (Ski Racing Magazine)[7]
- 2000: Gillette Sports Award für wohltätige Zwecke
- 2003: Aufnahme in die Laurentian Ski Hall of Fame
- 2008: Aufnahme in die Canadian Ski Hall of Fame
- 2010: Aufnahme in Canada’s Sports Hall of Fame
- 2012: Aufnahme in die Canadian Olympic Hall of Fame